# Liane Croon
Liane Croon (21 de junio de 1927-2000) fue una actriz y cantante soprano soubrette de operetas.

## Biografía
Su verdadero nombre era Liane Henriette Krohn, y nació en Torgelow, Alemania. Tras obtener el título de enseñanza secundaria Abschluss en el Gymnasium de Pasewalk, Liane Croon estudió entre 1949 y 1950 en la escuela del Teatro Hebbel de Berlín, siguiendo también en esa ciudad estudios vocales con W. Keller. Tras ello actuó en diferentes teatros de Berlín, entre ellos el Teatro Schiller, el Schlossparktheater, el Teatro Hebbel, el Renaissance-Theater y el Tribüne.
En 1950, y antes de actuar en el teatro, debutó en el cine bajo la dirección de Wolfgang Staudte en el drama social Die Treppe. Después trabajó en el drama criminal de Paul Verhoeven Die Schuld des Dr. Homma (con Werner Hinz) y en la comedia de Robert A. Stemmle Das ideale Brautpaar. Sin embargo, se dio a conocer a un amplio público gracias a su trabajo en dos producciones de Herbert B. Fredersdorf basadas en cuantos de hadas: Die Prinzessin und der Schweinehirt (1953), a partir de Hans Christian Andersen, y Rumpelstilzchen (1955).
Además de lo anterior, Liane Croon trabajó extensamente como actriz de voz, doblando a intérpretes como Abby Dalton, Rosemary Forsyth, Dorothy McGuire y Miyoshi Umeki.
También fue actriz radiofónica, pudiendo ser escuchada en la emisión Zirkus Renz (Rundfunk im amerikanischen Sektor 1967).
Liane Croon falleció en el año 2000. Había estado casada con el actor Edgar Ott.

## Filmografía (selección)
- 1950 : Die Treppe
- 1951 : Die Schuld des Dr. Homma
- 1953 : Die Prinzessin und der Schweinehirt
- 1954 : Das ideale Brautpaar
- 1955 : Rumpelstilzchen
- 1961 : Wie einst im Mai (telefilm)